# 柏興府
柏兴府，元朝时设置的府。
至元二十七年（1290年）置柏兴府。治所在闰盐县（今四川省盐源县），领两县：闰盐县、金县。辖境相当今四川省盐源县、盐边县等地。明朝洪武年间改为柏兴州。后改为柏兴千户所、盐井卫军民指挥使司。